# Brandenburgisches Landesmuseum für moderne Kunst

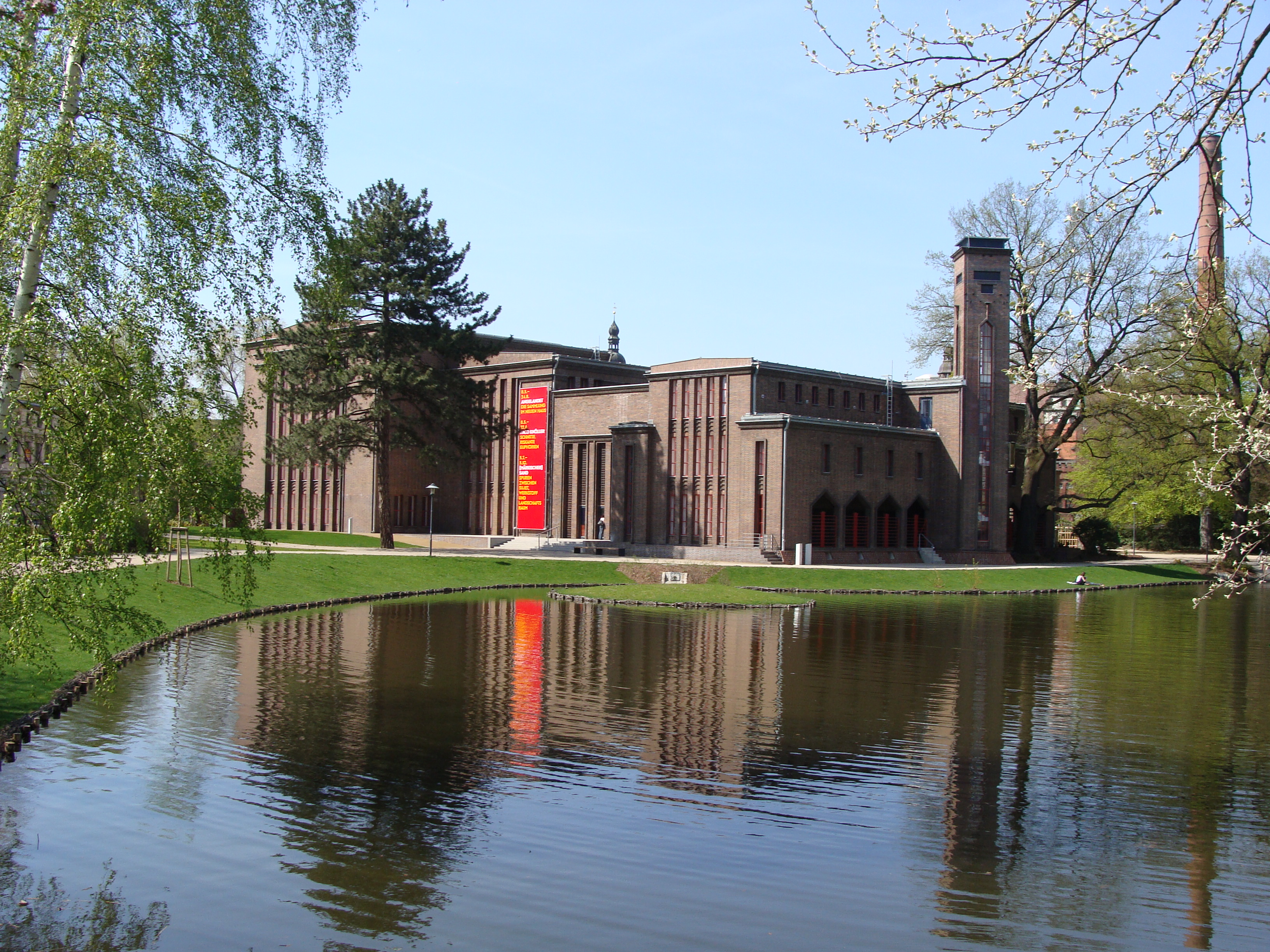
Kunstmuseum Dieselkraftwerk Cottbus

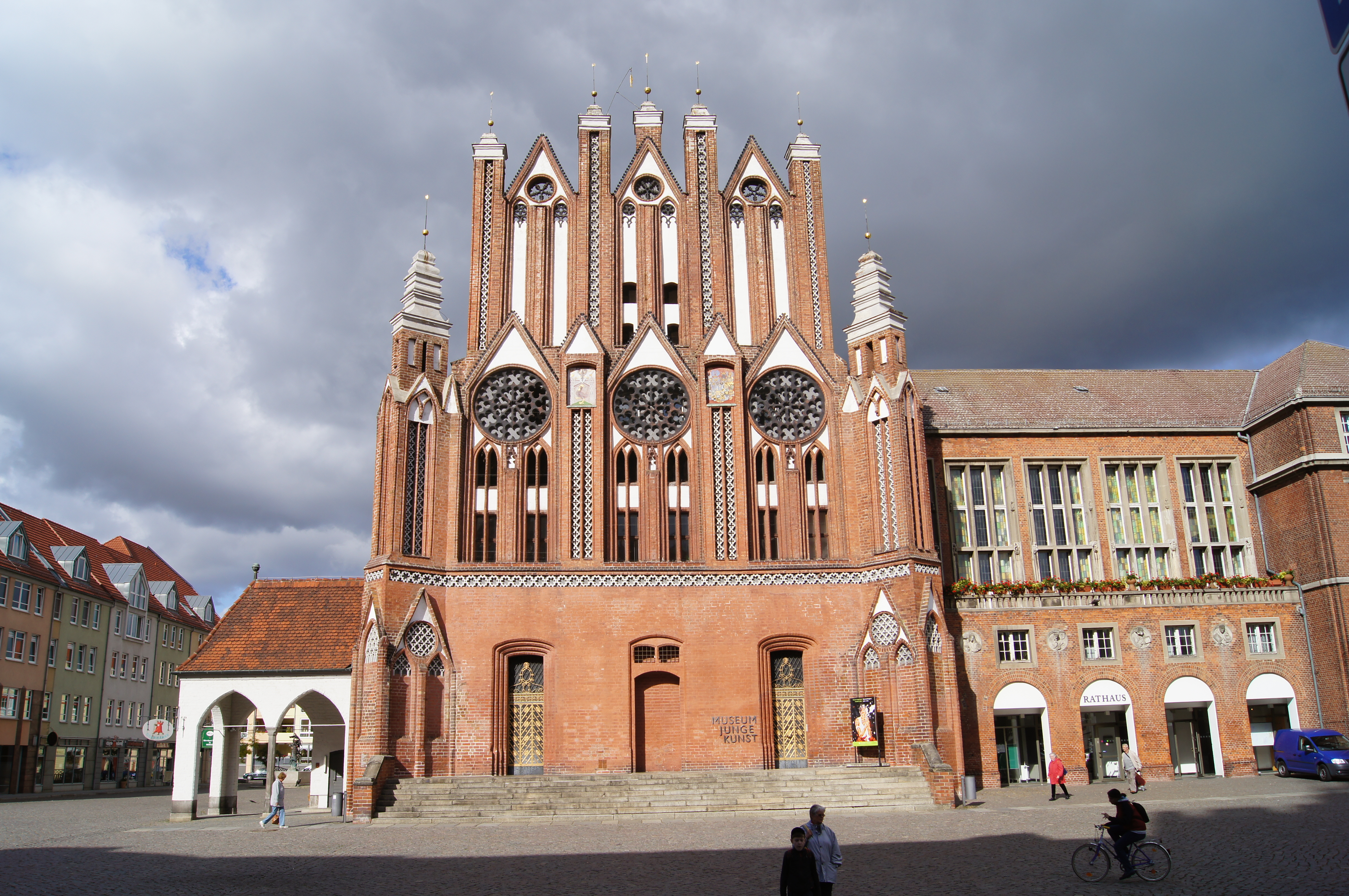
Museum Junge Kunst: Ausstellungsort Festsaal des Rathauses

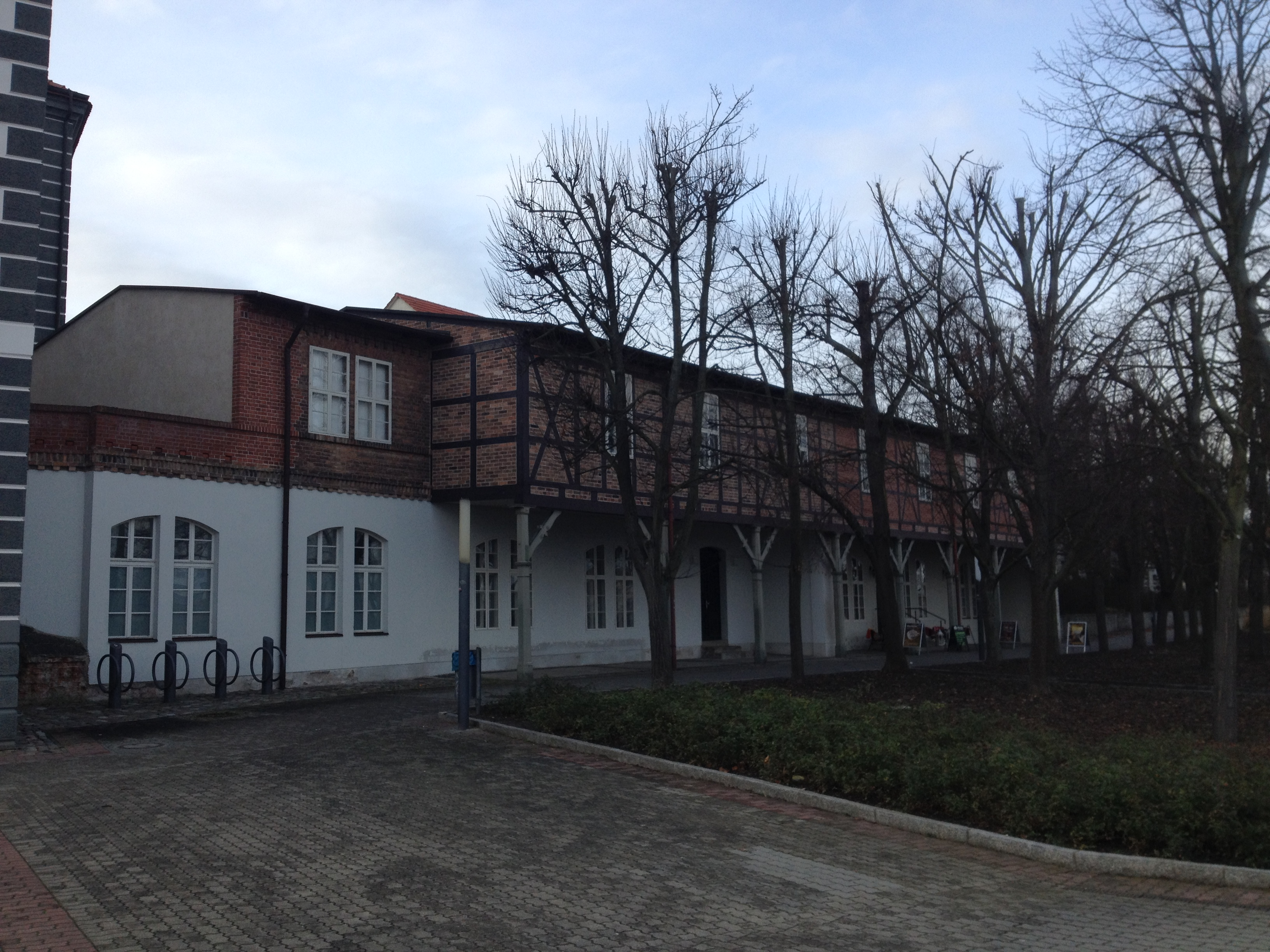
Museum Junge Kunst: Ausstellungsort Packhof

Das Brandenburgische Landesmuseum für moderne Kunst (BLMK) mit Standorten in Frankfurt (Oder) und Cottbus wurde 2017 gegründet. Es ging aus der Fusion des Kunstmuseum Dieselkraftwerk in Cottbus und dem Museum Junge Kunst in Frankfurt (Oder) hervor. Mit über 45.000 Werken beherbergt das BLMK die weltweit umfassendste, museale Sammlung von Kunst aus der DDR und den nachfolgenden künstlerischen Traditionslinien.
Das BLMK unterhält drei Ausstellungsorte: Dieselkraftwerk in Cottbus sowie Rathaushalle und Packhof in Frankfurt (Oder).

## Geschichte
Das Museum Junge Kunst  in Frankfurt (Oder) wurde als Galerie Junge Kunst am 15. Juni 1965 in der unteren Etage der Villa Trowitzsch gegründet. Nach der Wiedervereinigung war Brigitte Rieger-Jähner von 1990 bis 2017 Direktorin des Museums, das neben dem Ausstellungsort Rathaushalle seit 2003 auch den Packhof nutzte und das als städtische Einrichtung geführt wurde.
Das Kunstmuseum Dieselkraftwerk Cottbus wurde 1977 als Abteilung des Bezirksmuseums Cottbus gegründet. Zunächst als Galerie für Gegenwartskunst firmierend, erhielt es 1984 die Bezeichnung Staatliche Kunstsammlungen Cottbus, nach 1990 und der Wiedergründung des Landes Brandenburg wurde es als Landeseinrichtung unter dem Namen Brandenburgische Kunstsammlungen Cottbus geführt.
Das neu entstandene Landesmuseum für moderne Kunst wird seit 2017 von der Kunsthistorikerin Ulrike Kremeier als Direktorin geleitet.

## Sammlungen
Mit rund 45.000 Kunstwerken, von denen etwa 75 % des Bestandes aus der Zeit der DDR stammen, verfügt das Brandenburgische Landesmuseum über einen sehr umfang- und facettenreichen Bestand an Kunst dieser Zeit – Arbeiten des Sozialistischen Realismus spielen dabei bewusst keine Rolle. Kunsthistorisch relevante Werke des frühen 20. Jahrhunderts stellen nach dem Museumskonzept eine Referenz zu den ausgestellten Nachkriegswerken dar. Im Bereich der Kunst nach der Wende, die etwa 10 % der Sammlung ausmacht, liegt der Schwerpunkt nach Aussagen des Museums auf Traditionslinien der Figuration.